# Tomocerus vasconicus
Tomocerus vasconicus is een springstaartensoort uit de familie van de Tomoceridae. De wetenschappelijke naam van de soort is voor het eerst geldig gepubliceerd in 1928 door Bonet.